# 吉米·柯克伍德
吉米·柯克伍德（英語：Jimmy Kirkwood，1962年2月12日—），生于北爱尔兰利斯本，英国男子曲棍球运动员。他曾代表英国国家队参加1988年夏季奥林匹克运动会曲棍球比赛，获得一枚金牌。